# Sky Full of Holes
Sky Full of Holes è il quinto album discografico in studio del gruppo musicale statunitense Fountains of Wayne, pubblicato nel 2011.

## Tracce
1. The Summer Place – 3:31
2. Richie and Ruben – 3:32
3. Acela – 3:13
4. Someone's Gonna Break Your Heart – 3:54
5. Action Hero – 4:00
6. A Dip in the Ocean – 3:35
7. Cold Comfort Flowers – 4:26
8. A Road Song – 3:04
9. Workingman's Hands – 2:39
10. Hate to See You Like This – 4:14
11. Radio Bar – 2:56
12. Firelight Waltz – 3:14
13. Cemetery Guns – 2:54